# Trento
För andra betydelser, se Trento (olika betydelser).
Trento (tyska: Trient) är en stad och kommun i Alperna i norra Italien. Den är huvudstad i den autonoma regionen Trentino-Sydtyrolen och i provinsen Trento. Kommunen hade 118 288 invånare (2018).

## Historia
Staden var ursprungligen keltisk. Den kom under romarna under det första århundradet f.Kr. Dess namn var Tridentum på latin. Tusen år senare kom staden under Tysk-romerska riket och styrdes då av en furstbiskop. Staden är bland annat känd for konciliet i Trient (1545-1563) som ledde till motreformationen. Bland kända furstbiskopar kan nämnas Bernardo Clesio och Cristoforo Madruzzo. Staden förblev under biskopsstyre fram till det att Napoleon I erövrade staden 1801. Vid Wienkongressen 1814 blev staden en del av Österrike-Ungern. Efter första världskriget då Konungariket Italien besegrade Österrike-Ungern annekterades hela provinsen Trient (Trentino) tillsammans med Sydtyrolen av Konungariket Italien.

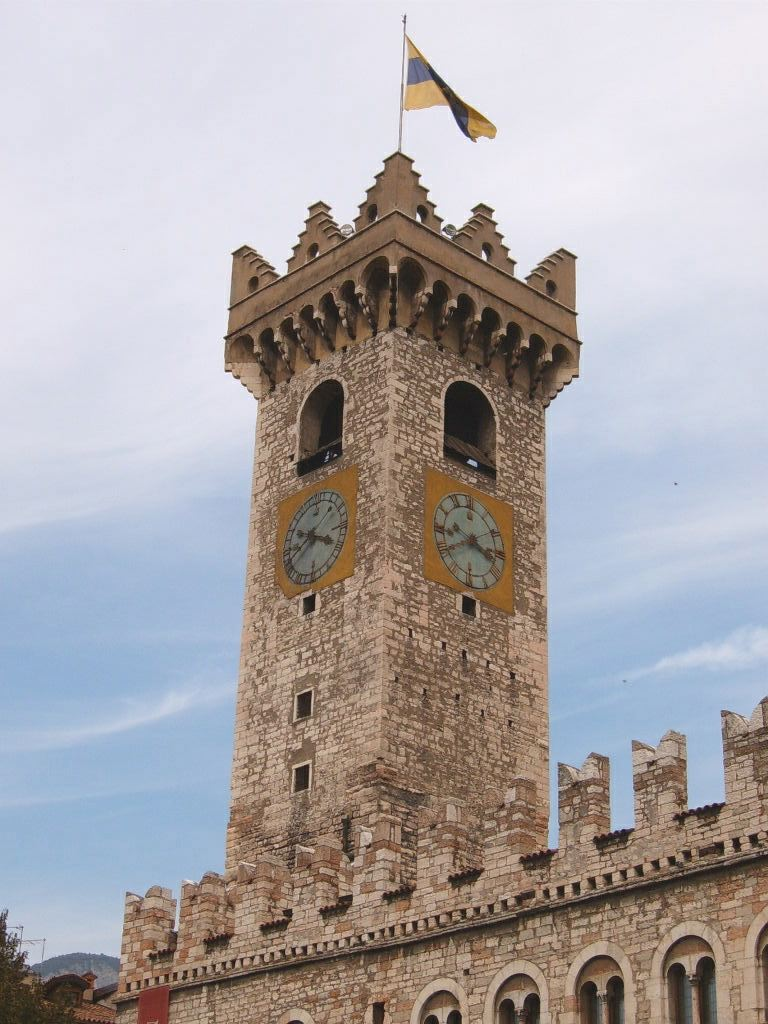
Stadstornet Torre Civica.

## Sport
Volleybollagen Trentino Volley och Trentino Rosa kommer från orten. Trentino Volley har vunnit den europeiska cuptävlingen CEV Champions League tre gånger och blivit italienska mästare fyra gånger, medan Trentino Rosa som bäst spelat i högsta serien. Trentino Volley har BLM Group Arena som hemmarena. Den arenan användes även under världsmästerskapet i handboll för damer 2001.